# Giovanni Freghieri
Giovanni Freghieri (Piacenza, 28 gennaio 1950) è un fumettista italiano.

## Carriera
Ancora adolescente, inizia a disegnare nello studio di Giancarlo Tenenti, approdando poi ad una collaborazione pluriennale con la Universo, dove disegnerà per Intrepido e Il Monello. In seguito, collabora con Eura Editoriale, disegnando su Lanciostory e Skorpio, realizzando serie come Sorrow.
Nel 1986, lavora con la Comic Art, prestando le matite per la storia Rolls Royce dell'Eternauta, scritta da Alberto Ongaro. Lavora poi per Sergio Bonelli Editore su un paio di episodi di Bella & Bronco, per poi approdare a Martin Mystère. Passa quindi allo staff di Dylan Dog, dove disegna diversi numeri, tra cui due storie speciali con, ancora, Martin Mystère, dove l'indagatore dell'incubo e quello del mistero si incontrano e collaborano.

## Curiosità
Oltre al disegno, Freghieri ama anche la fotografia.

## Pubblicazioni

### Hellnoir
- Pasquale Ruju (testi), Giovanni Freghieri (disegni); Una città per cui morire, in Hellnoir n. 1, Sergio Bonelli Editore, ottobre 2015.
- Pasquale Ruju (testi), Giovanni Freghieri (disegni); Cherchez la femme, in Hellnoir n. 2, Sergio Bonelli Editore, novembre 2015.
- Pasquale Ruju (testi), Giovanni Freghieri (disegni); L'abisso guarderà dentro di te, in Hellnoir n. 3, Sergio Bonelli Editore, dicembre 2015.
- Pasquale Ruju (testi), Giovanni Freghieri (disegni); Stirpe maledetta, in Hellnoir n. 4, Sergio Bonelli Editore, gennaio 2016.